# Gunnar Nilsson (politiker)
Nils Gunnar Alfred Nilsson, född 3 januari 1940 i Remmarlövs församling i Malmöhus län, är en svensk socialdemokratisk politiker, som mellan 1982 och 1994 var riksdagsledamot för Malmöhus läns valkrets.